# 飯田精一
飯田 精一（いいだ せいいち / きよかず、1872年6月21日（明治5年5月16日） - 1945年（昭和20年）9月15日）は、日本の政治家。衆議院議員（2期）。

## 経歴
山口県玖珂郡、現在の岩国市で旧岩国藩士・飯田文輔の長男として生まれた。1896年、東京帝国大学独法科卒。卒業後は郵便事業研究のためドイツに留学する。通信事務官、逓信書記官、一等郵便局長を歴任する。日本製樽、讃岐電気軌道、加富登麦酒、高野登山鉄道、電気信託、宮島瓦斯、小野田セメント各（株）取締役を務め、大阪商業会議所議員、大阪株式取引所理事となる。
1908年の第10回衆議院議員総選挙において山口県郡部から立憲政友会公認で立候補して当選した。1912年の第11回衆議院議員総選挙で落選。1917年の第13回衆議院議員総選挙では無所属で立候補して当選した。衆議院議員を2期務め、1920年の第14回衆議院議員総選挙では山口9区から立候補したが落選した。
1937年4月19日、役員を務めていた愛国貯金銀行の背任横領事件において背任罪で懲役1年執行猶予3年の有罪判決。これにより正五位返上を命じられ、勲三等及び明治三十七八年従軍記章、第一回国勢調査記念章、大礼記念章（大正/昭和）を褫奪された。1945年死去。